# Podalonia argentifrons
Podalonia argentifrons är en biart som först beskrevs av Cresson 1865.  Podalonia argentifrons ingår i släktet Podalonia och familjen grävsteklar. Inga underarter finns listade i Catalogue of Life.